# Тед Круз
Рафаел Едвард Круз (енгл. Rafael Edward Cruz; 22. децембар 1970) амерички је политичар који обавља функцију сенатора САД из Тексаса од 2013. године.